# International Scientific Optical Network
Научная сеть оптических инструментов астрометрических и фотометрических наблюдений (НСОИ АФН; англ. International Scientific Optical Network, ISON; до 2008 года — Пулковская кооперация оптических наблюдателей, ПулКОН) — международная научная оптическая сеть, состоящая из 30 телескопов, расположенных в 20 обсерваториях в десятке стран, включая Россию, Украину (Андрушёвская астрономическая обсерватория), Грузию (ГНАО), Узбекистан, Таджикистан, Молдову, Испанию (Тейде), Швейцарию (Обсерватория Циммервальда), Боливию (Tarija), США (Обсерватория RAS), Италию (Collepardo). Сеть автоматизированных телескопов занимается обнаружением и отслеживанием различных объектов в космическом пространстве. Проект ISON управляется институтом Келдыша РАН.
ISON открыл несколько широко известных комет: C/2010 X1 (Elenin) и C/2012 S1 (ISON).